# Otto Frey (Politiker)
Otto Franz Frey (* 11. Oktober 1824 in Gaggenau; † 12. Februar 1903 in Karlsruhe) war ein deutscher Verwaltungsbeamter und Parlamentarier.

## Leben
Geboren als Sohn eines Hauptlehrers, besuchte Otto Frey die Volksschule in Gaggenau, das Pädagogium in Baden-Baden und das Lyzeum in Rastatt. Anschließend studierte er Rechtswissenschaften an der Ruprecht-Karls-Universität Heidelberg. 1846 wurde er Mitglied des Corps Suevia Heidelberg. 1851 legte er die 1. Staatsprüfung ab und wurde Rechtspraktikant, 1854 dann Referendar. 1857 kam er zum Bezirksamt Bühl. Seine nächsten Laufbahnstationen waren 1859 Regierungssekretär bei der Regierung des Mittelrheinkreises in Rastatt, 1862 Amtmann in Heidelberg und 1864 Amtmann beim Bezirksamt Emmendingen. 1865 wurde er zum Oberamtmann und Amtsvorstand des Bezirksamts St. Blasien ernannt. 1867 wechselte er als Amtsvorstand zum Bezirksamt Engen, 1871 zum Bezirksamt Sinsheim, 1877 zum Bezirksamt Tauberbischofsheim und 1882 zum Bezirksamt Bühl. 1886 wurde er als Geheimer Regierungsrat an den Verwaltungshof in Karlsruhe berufen. 1892 wurde er stellvertretendes Mitglied der Oberrechnungskammer. 1899 wurde er zum Geheimen Oberregierungsrat ernannt und im Alter von 75 Jahren pensioniert.
Frey war von 1878 bis 1890 Abgeordneter des 51. Wahlbezirks (Sinsheim) zur Zweiten Kammer der Badischen Ständeversammlung. Er gehörte der Fraktion der Nationalliberalen Partei an.